# Коуринское сельское поселение
Коури́нское се́льское поселе́ние — муниципальное образование на юго-западе Таштагольского района Кемеровской области. На востоке граничит с Кызыл-Шорским сельским поселением. Административный центр — посёлок Алтамаш.

## История
Коуринское сельское поселение образовано 17 декабря 2004 года в соответствии с Законом Кемеровской области № 104-ОЗ.

## Население
| 2010 | 2011 | 2012 | 2013 | 2014 | 2015 | 2016 |
| ---- | ---- | ---- | ---- | ---- | ---- | ---- |
| 743  | ↘742 | ↘726 | ↘705 | ↗706 | ↘680 | ↘663 |
| 2017 | 2018 | 2019 | 2020 | 2021 |      |      |
| ↘659 | ↗661 | ↘642 | ↗649 | ↘622 |      |      |

## Состав сельского поселения
| № | Населённый пункт | Тип населённого пункта          | Население |
| - | ---------------- | ------------------------------- | --------- |
| 1 | Алтамаш          | посёлок, административный центр | 303       |
| 2 | Габовск          | посёлок                         | 33        |
| 3 | Зайцево          | посёлок                         | 28        |
| 4 | Калташ           | посёлок                         | 0         |
| 5 | Килинск          | посёлок                         | 200       |
| 6 | Нижний Сокол     | посёлок                         | 53        |
| 7 | Чушла            | посёлок                         | 0         |
| 8 | Юдино            | посёлок                         | 12        |
| 9 | Якунинск         | посёлок                         | 114       |